# Jenkins (Kentucky)
Jenkins és una població dels Estats Units a l'estat de Kentucky. Segons el cens del 2000 tenia 2.401 habitants.

## Demografia
Segons el cens del 2000, Jenkins tenia 2.401 habitants, 968 habitatges, i 671 famílies. La densitat de població era de 108,6 habitants/km².
Dels 968 habitatges en un 31,7% hi vivien nens de menys de 18 anys, en un 52,9% hi vivien parelles casades, en un 13,2% dones solteres, i en un 30,6% no eren unitats familiars. En el 27,5% dels habitatges hi vivien persones soles el 12,9% de les quals corresponia a persones de 65 anys o més que vivien soles. El nombre mitjà de persones vivint en cada habitatge era de 2,43 i el nombre mitjà de persones que vivien en cada família era de 2,97.
Per edats la població es repartia de la següent manera: un 25,4% tenia menys de 18 anys, un 8,4% entre 18 i 24, un 26,8% entre 25 i 44, un 24,7% de 45 a 60 i un 14,7% 65 anys o més.
L'edat mediana era de 38 anys. Per cada 100 dones de 18 o més anys hi havia 83,7 homes.
La renda mediana per habitatge era de 20.143 $ i la renda mediana per família de 25.985 $. Els homes tenien una renda mediana de 31.087 $ mentre que les dones 21.333 $. La renda per capita de la població era d'11.358 $. Entorn del 24,6% de les famílies i el 29,9% de la població estaven per davall del llindar de pobresa.

## Poblacions més properes
El següent diagrama mostra les poblacions més properes.